# Wet inburgering in het buitenland
De Wet inburgering in het buitenland (Wib) is een Nederlandse wet die regelt dat het afleggen en behalen van een inburgeringsexamen in het land van herkomst een van de voorwaarden is voor het verkrijgen van de machtiging tot voorlopig verblijf in Nederland. De wet trad per 15 maart 2006 in werking. De Wib kan worden beschouwd als een aanvulling op de Wet inburgering van 1 januari 2007.
De Wet inburgering in het buitenland is een initiatief van de toenmalige minister voor Vreemdelingenzaken en Integratie, Rita Verdonk. Migranten tussen de 16 en 65 jaar die een machtiging tot voorlopig verblijf nodig hebben moeten in het buitenland een basisexamen inburgering afleggen. Het inburgeringsexamen toetst basiskennis van de Nederlandse taal en de Nederlandse samenleving, het examen wordt mondeling in het Nederlands afgelegd bij een Nederlandse ambassade of een Nederlands consulaat in het land van herkomst.

## Vrijstellingen
Migranten uit de volgende landen hebben geen machtiging tot voorlopig verblijf nodig en hoeven dus ook geen inburgeringsexamen buitenland af te leggen: 
- Alle landen van de Europese Unie (EU)
- Alle overige landen binnen de Europese Economische Ruimte (EER), te weten Liechtenstein, Noorwegen en IJsland
- Zwitserland
- Monaco
- Australië
- Canada
- Japan
- Nieuw-Zeeland
- Verenigde Staten
- Zuid-Korea

Ook voor de groepen hierna geldt een vrijstelling van het examen:
- Surinamers die Nederlands onderwijs hebben gevolgd.
- Mensen die tijdelijk naar Nederland komen zoals studenten, au pairs en arbeidsmigranten.
- Mensen met de Nederlandse nationaliteit die buiten Nederland geboren zijn.
- Asielmigranten. Dit geldt ook voor echtgenoten, partners en kinderen van asielmigranten.

Hoewel migranten uit bovenstaande landen en groepen wel een vrijstelling hebben voor de Wib, geldt voor veel van hen dat ze wel het 'gewone' inburgeringsexamen in Nederland moeten halen omdat de Wet inburgering van 2007 alleen een vrijstelling geeft voor burgers uit de EU/EER, Zwitserland en Turkije en aan migranten die gedurende acht jaar van de leerplichtige leeftijd in Nederland woonden of beschikken over bepaalde Nederlandse opleidingsbewijzen.